# Caldas (departement)
Caldas is een departement van Colombia, gelegen in het midden van het land. De hoofdstad van het departement is de stad Manizales. Er wonen 968.740 mensen in Caldas (2005).
Het departement is vernoemd naar Francisco José de Caldas (1768-1816), een voorvechter van Colombiaanse onafhankelijkheid.

## Gemeenten
Het departement is ingedeeld in 27 gemeenten:
| Gemeente    | Inwoners |
| ----------- | -------- |
| Aguadas     | 22.307   |
| Anserma     | 33.674   |
| Aranzazu    | 12.181   |
| Belalcázar  | 11.327   |
| Chinchiná   | 51.301   |
| Filadelfia  | 12.235   |
| La Dorada   | 70.486   |
| La Merced   | 6.324    |
| Manizales   | 414.319  |
| Manzanares  | 18.143   |
| Marmato     | 8.175    |
| Marquetalia | 13.880   |
| Marulanda   | 2.702    |
| Neira       | 27.250   |
| Norcasia    | 6.523    |
| Pácora      | 14.448   |
| Palestina   | 17.310   |
| Pensilvania | 23.575   |
| Riosucio    | 35.843   |
| Risaralda   | 10.175   |
| Salamina    | 18.281   |
| Samaná      | 18.295   |
| San José    | 5.951    |
| Supía       | 24.072   |
| Victoria    | 8.756    |
| Villamaría  | 45.038   |
| Viterbo     | 11.805   |

| Detailkaart |
| ----------- |
|             |
| Gemeenten   |
|             |
| Regio's     |